# 二宮和也の!日本調査
『二宮和也の!日本調査』（にのみやかずなりの!にっぽんちょうさ）は、日本テレビ系列で2013年から2015年まで不定期に放送されていた特別番組。

## 放送内容
二宮が〈日本って知ってそうで意外に知らないことが多い〉をコンセプトに日本を徹底調査する。
元々は、嵐がメイン・パーソナリティーを務めた『24時間テレビ 愛は地球を救う36』の1コーナーであったが、好評を博した為、特別番組化した。

## 出演者

### MC
- 二宮和也（嵐）

### ゲスト
第2回
- 椿鬼奴
- 中岡創一（ロッチ）

第3回

#### 旅の相方
- 石原良純
- サバンナ（高橋茂雄、八木真澄）
- 春日俊彰（オードリー）

#### スタジオ
- 椿鬼奴
- 中岡創一（ロッチ）

## 放送日時
| 放送回 | 放送日時                                           | 番組タイトル                                                        |
| ------ | -------------------------------------------------- | ------------------------------------------------------------------- |
| 第1回  | 2013年8月24日（土曜日）18:30 - 25日（日曜日）20:54 | 24時間テレビ 愛は地球を救う36『二宮和也の日本調査』                 |
| 第2回  | 2013年12月30日（月曜日）23:00 - 23:55              | 『二宮和也の!日本調査』2013年末スペシャル〜日本の年越し!お正月〜    |
| 第3回  | 2015年1月4日（日曜日）11:45 - 13:15                | 『二宮和也の!日本調査』2015新春スペシャル〜気になる東海道五十三次〜 |

## スタッフ
第3回（2015年1月4日放送分）
- 企画・総合演出：古立善之
- ナレーター：佐藤賢治（第1・3回）
- 構成：桜井慎一、藤井靖大（第1・3回）、木南広明
- TM：江村多加司
- SW：望月達史
- MIX：大島康彦
- VE：飯島友美
- LD：木村弥史
- バーチャルCG：塚越千恵、齊藤利紀
- 編集：木村有宏
- MA：阿世知貴彦
- 音効：中村由紀
- 美術プロデューサー：大川明子
- 衣装：宮田薫
- メイク：奥松かつら
- スタイリスト：櫻井賢之
- 技術協力：NiTRo、エスユー
- 美術協力：日テレアート
- 協力：ジャニーズ事務所
- 編成：荻野健、横田崇
- イラスト：グレートインターナショナル
- 写真提供：アマナイメージズ
- 宣伝：高木明子
- リサーチ：神山敏博
- TK：近藤奈々
- 制作デスク：阿部絵里子
- 演出補：田場亮那、入月祐斗、高橋佑佳、三浦知子
- AP：円城寺剛
- ディレクター：山井貴超 / 奈須亮三、鶴巻昌宏、吉田陸、牛山亜紀子
- プロデューサー：吉無田剛 / 坂本真起子
- 演出：橋本和明（第1・3回）
- チーフプロデューサー：田中宏史
- 制作協力：極東電視台
- 制作著作：日本テレビ

### 過去のスタッフ
- ナレーター：真地勇志（第2回）
- TM：石塚功（第2回）
- SW：米田博之（第2回）
- カメラ：磯野伸吾（第1回）、小林豊（第2回）
- VE：佐久間治雄（第2回）
- 照明：小川勉（第2回）
- 小道具：伊沢英樹（第2回）
- 音声：松橋利行（第1回）
- 構成：原司（第2回）
- イラスト：ドラゴンプーピクチャーズ（第2回）
- AP：今泉昌子（第1回）
- 演出補：斉藤祐樹、内田愛美、山根愛、新田美菜海（共に第2回）
- ディレクター：及川桂一（第1回）、安川克浩、小峰智、及川佳一（共に第2回）
- プロデューサー：中附智貴（第2回）
- 演出：石﨑史郎（第2回）